# 上野検車区渋谷分室
上野検車区渋谷分室（うえのけんしゃくしぶやぶんしつ）は、かつて東京都渋谷区道玄坂にあった東京地下鉄（東京メトロ）の車両基地である。
元は帝都高速度交通営団（営団地下鉄）渋谷検車区であるが、2000年（平成12年）3月に上野検車区に組織統合され、上野検車区渋谷分室となった。その後、2001年（平成13年）6月に渋谷分室の組織は廃止されたが、車庫設備は引き続いて使用されている。
現在の名称は渋谷駅構内側線（東京メトロの公式な監修） または渋谷車庫となっている。銀座線渋谷駅の引上げ先、渋谷マークシティ3階にある。

## 歴史
最初は1938年（昭和13年）12月に東京高速鉄道の渋谷電車庫として開設された。1941年（昭和16年）9月、帝都高速度交通営団（営団地下鉄）発足後は、営団に引き継がれた。戦後の銀座線の輸送力増強時には車両基地が手狭なため、車両を分割して留置せざるを得ないなど、収容力に難があった。そのため、1953年（昭和28年）7月と1958年（昭和33年）11月（車両分割はこの時点で解消）には拡張工事が実施され、度重なる輸送力増強への対応が行われてきた。
このため、1964年（昭和39年）3月には上野検車区同様に工場業務を廃止して、業務は丸ノ内線の中野工場へと移管した。そして、1968年（昭和43年）3月の上野検車区の拡張工事後（地下留置線の完成）は検車業務は上野に集中させ、渋谷検車区では上野検車区の補完的な業務を担当することになった。しかし、渋谷周辺は繁華街をはじめとした都市部という地理的な条件から、大規模な改良工事は見送られてきた。
2019年（令和元年）12月27日まで、渋谷駅に到着した車両は折り返しのために全て同車庫に回送されていた。工事運休を経た翌2020年（令和2年）1月3日より渋谷駅が新駅舎に移設され、ホーム上での折り返しが可能となったが、入出庫列車は2番線から続く車庫への線路を経由して回送される。
- 敷地面積：7,636 m2（再開発前）
- 車両収容数：6両編成9本（54両）[4]  - （再開発後）
  - 収容線は留置線6線（2 - 4番線、6 - 8番線）と検査線1線（5番線）から構成され、検査線には床下点検ピットと屋根上点検作業台が備えられている[1]（現在、列車検査は行っていない）。
  - 車庫内には自動洗浄機も設置されているほか、保線車両留置用の機材線が1線（1番線）ある[4][1]

## 渋谷地区再開発事業
銀座線渋谷駅より渋谷検車区への高架橋は、経年による老朽化がみられ、早急な対策が必要とされていた。さらに付近にある東急バス専用道（旧東急玉川線軌道跡）、京王井の頭線渋谷駅においても、混雑緩和の必要性があった。このことから、1979年（昭和54年）7月に営団地下鉄（現・東京地下鉄）・東京急行電鉄（現・東急）・京王帝都電鉄（現・京王電鉄）3社による渋谷地区の土地の一体化と高度立体利用計画の検討が開始された。
最終的な計画では京王井の頭線側に地上25階、地下2階から構成される商業施設とホテルビルを、渋谷検車区側には地上23階、地下1階から構成される商業施設、駐車場、オフィスビルを建設する再開発事業を行うことになった。開発面積は14万4,000m2にも及ぶものである。そして、1989年（平成元年）12月には3社による共同プロジェクトの協定を締結した。
この再開発ならびに渋谷検車区改良工事は1994年（平成6年）4月に着工された。この工事では高架橋設備の改築、車両基地構内の検査ピットの拡張（従来3両までしかできなかったものを6両編成対応とする）などの改良を図った。基地構内は上層部への騒音や振動の配慮からバラスト道床防振軌道を採用している。
検車区の工事期間中は留置線は2本しかなく、6両編成の電車を縦列留置ができるだけであった（6両編成4本が留置可能）。このため、夜間の収容数不足が生じるので、数本を夜間に中野検車区へ回送し、翌朝に銀座線へ回送するという方法もとられたが、1999年（平成11年）3月に工事の進捗で8編成が留置できるようになり、この方法は解消された。2000年（平成12年）2月には渋谷検車区一連の改良工事がすべて終了した。その後、再開発ビルは渋谷マークシティと名称が付けられ、同年4月7日にオープンした。

### 地下鉄道玄坂ビル
東京高速鉄道開業時から渋谷車両基地の高架下には乗務区、検車区、技術区の各事務所が配置されていたが、前述の渋谷地区再開発事業計画に伴い、1987年（昭和62年）1月に営団地下鉄が所有していた敷地にビルを建設して移転した（地下1階・地上5階建て）。
現在は銀座線の車掌・運転士が所属する渋谷車掌事務室、渋谷運転事務室（ほかに浅草駅に浅草車掌事務室、浅草運転事務室がある）のほか、銀座線工務区、電機区、信通区の各渋谷分室、半蔵門線・南北線工務区（本区）、半蔵門線電機区渋谷分室、半蔵門線信通区渋谷分室が配置されている。

## 沿革
- 1938年（昭和13年）12月 - 東京高速鉄道の渋谷電車庫として発足[5]。工場業務と検車業務を行う。
- 1941年（昭和16年）9月1日 - 帝都高速度交通営団（営団地下鉄）発足に伴い、営団地下鉄の「渋谷電車庫」となる[11][5]。
- 1943年（昭和18年）10月 - 組織変更により、渋谷電車区・渋谷車輛工場となる[11]。
- 1945年（昭和20年）5月25日 - 空襲により車両5両を焼損する被害を受ける[5]（後に全車復旧）。
- 1945年（昭和20年）8月 - 渋谷電車区・渋谷車両工場に改称[11]。
- 1946年（昭和21年）6月 - 組織変更により、渋谷車両工場に統合される[11]。
- 1954年（昭和29年）7月28日 - 拡張工事完成、留置車両数18両増加[12]。
- 1958年（昭和33年）2月1日 - 組織変更により、渋谷検車区・渋谷工場に再度分割される[11]。
- 1958年（昭和33年）11月23日 - 2度目の拡張工事工事完成、留置車両数10両増加[12]。
- 1964年（昭和39年）3月 - 渋谷工場を廃止して、検車業務の施工となる[11]。
- 1968年（昭和43年）4月 - 上野検車区近代化に伴い、同検車区の検車業務の補完的な業務を担当する。
- 1979年（昭和54年）7月　営団・東急・京王の三社による渋谷地区の再開発の検討が始まる[6]。
- 1987年（昭和62年）1月23日 - 地下鉄道玄坂ビルが完成[13]。
- 1989年（平成元年）12月 - 営団・東急・京王の三社による渋谷地区共同開発の協定書が締結される[7]。
- 1994年（平成6年）4月 - 渋谷検車区の鉄道施設改良工事を開始する[6]。
- 1998年（平成10年）2月25日 - 渋谷検車区の配線変更によるダイヤ改正が行われる[8]。
- 1999年（平成11年）3月5日 - 渋谷検車区において8編成留置対応によるダイヤ改正が行われる[8]。丸ノ内線への留置回送を廃止[8]。
- 2000年（平成12年）2月20日 - 渋谷車両基地のおける一連の改良工事がすべて完了する[14]。
- 2000年（平成12年）3月24日[2] - 渋谷検車区が上野検車区に組織統合され、上野検車区渋谷分室となる[2]。
- 2001年（平成13年）6月22日 [2]- 上野検車区渋谷分室廃止[2]。車庫設備は存続。
- 2004年（平成16年）4月1日 - 営団地下鉄民営化に伴い、東京地下鉄の所属となる。